# 野長瀬氏
野長瀬氏（のながせし）は、日本の武家の氏族のひとつ。

## 来歴
野長瀬氏は、清和源氏の一族という。源義家の四男源義忠より河内源太経国（源経国）、稲沢小源太盛経（源盛経）を経て盛経の子の経忠が初めて野長瀬孫太郎を名乗り野長瀬氏を称したという。経忠の子の頼忠が野長瀬庄司六郎と号し、頼忠が近露野長瀬氏の初代になったという。『尊卑分脈』には、稲沢小源太盛経の後は記されていないが、稲沢氏も現在まで存続しており、その分家が存在したことも確かである。そのひとつが野長瀬氏であるといえる。

### 幕府御家人説
野長瀬庄司頼忠の近露庄下司任命は寛喜元年（1229年）3月であるという。承久3年（1221年）に承久の乱があり、変で反幕府方に味方した公家、社寺、武士の所領は没収されて、幕府軍方に味方した御家人に分け与えられた。承久の乱後8年目に行われた近露庄司の任命は、乱における論功行賞の意味合いがあると思われる。

### 平家の落武者説
上記の記述と矛盾する記述が『太平記』巻第五に見える。大塔宮護良親王の危難に馳せ参じたとき、平家の旗である赤旗三流を用いていることである。このことは、野長瀬氏が鎌倉幕府の御家人ではなく、平氏方に味方し野に隠れた平家の落ち武者の末であったのではないかと推測される。

### 上記2項目に関して
野長瀬氏から見て本家筋にあたるであろう稲沢氏の動向が上記の矛盾に関する参考になると思われる。稲沢氏は源氏の一族でありながら平家に従い、治承4年（1180年）には河内国石川源氏討伐に参加（指揮官は平盛澄と、稲沢盛経の従兄弟（いとこ）の子と思われる大夫判官源季貞）に参加。その後も源季貞に従い西国を転戦し、平家の滅亡に至る。その後、平家方であったことから落武者となったが、後に赦免があり、御家人の列に加えられたという。同じようなことが野長瀬経忠・頼忠の身にもあったのではなかろうか。そして赦免時に与えられた所領が近露庄であったとも考えられる。

## 南朝の忠臣
赤坂城の戦いに敗れた尊雲法親王（のちに還俗して大塔宮護良親王）が高野山に落ちる途中、玉置庄司に阻まれて危機に陥ったとき、野長瀬六郎盛忠・七郎盛衡が軍勢を率いて援けた。危機の連続であった大塔宮護良親王が下赤坂城を逃れて以来はじめて配下に収めた軍勢で、これを機に宮方を一旦離反しかけた十津川も再び、大塔宮護良親王に従い、玉置山衆徒も味方につき、大和の宇智・葛城の郷士達も味方し、吉野挙兵および金剛山千早城の後方支援の体制ができあがった。その功績から野長瀬氏は横矢の姓を賜り、以後は横矢氏も称するようになった。
野長瀬氏はその後も、南朝方として楠木正行らと行動をともにし、南朝滅亡後も後南朝に仕えた。
その後、室町時代の間に畠山氏（金吾家）の被官となり、紀伊国人衆として存続した。

## 戦国時代
主君の紀伊畠山家に従い、畠山高政と三好長慶が争った教興寺の戦いや、豊臣 秀吉の紀州征伐への抵抗戦に野長瀬（横矢）左近丞盛秀が参陣。『南紀古士伝』によれば、盛秀は豊臣方の謀略により、他の国人衆や熊野本宮神官ら160名とともに風伝峠で首を刎ねられている。

## 現代の野長瀬氏
現在も、野長瀬一族は奈良県及び和歌山県田辺市中辺路町近露に2軒（2022年（令和4年）現在は1軒となった）残っている。（どちらが本家かは諸説ある。）
その内の1軒、野長瀬 盛孝（医師、2001年（平成13年）死去）家には、紀南を代表する大木のシダレザクラがあり、春になると人々の目を楽しませる。

## 野長瀬氏の著名人
- 野長瀬正夫：叙情詩人。サンケイ児童出版文化賞受賞、野間児童文芸賞、赤い鳥文学賞受賞、日本児童文学家協会賞受賞などを受賞。
- 野長瀬忠男：経営者。トピー工業株式会社の創業者の一人。その後、株式会社ノナガセ（現在、川金ホールディングスのグループ企業）を創業。
- 野長瀬晩花：大正時代の画壇で活躍した日本画家。小野竹喬・土田麦僊・村上華岳・榊原紫峰と共に国画創作協会を創設。谷口香嶠に師事した。
- 野長瀬三摩地：黒澤映画のチーフ助監督を経て、テレビ番組の監督となる。『ウルトラQ』『ウルトラマン』『ウルトラセブン』『マイティジャック』『快獣ブースカ』などを監督。
- 野長瀬裕二：山形大学大学院理工学研究科教授・専攻長を経て摂南大学経済学部教授・地域総合研究所長。ニッポン新事業創出大賞・最優秀賞、経済産業大臣賞、ニュービジネス協議会連合会会長賞、日本ベンチャー学会・松田修一賞を受賞。一般社団法人首都圏産業活性化協会会長。